# Charinus fagei
Charinus fagei es una especie de araña del género Charinus, familia Charinidae. Fue descrita científicamente por Weygoldt en 1972.
Habita en el continente africano. El caparazón de los machos descrito por Miranda, Giupponi, Prendini y Scharff en 2021 mide 4,56 mm de largo por 6,64 mm.